# Ebou Adams
Ebrima "Ebou" Adams (Greenwich, 15 januari 1996) is een Gambiaans-Engels voetballer die sinds 2019 uitkomt voor Forest Green Rovers FC.

## Clubcarrière
Adams genoot zijn jeugdopleiding bij Orpington FC en Dartford FC. Hij stroomde uiteindelijk door naar het eerste elftal van Dartford, dat hem in het seizoen 2014/15 uitleende aan Walton Casuals FC, een club die toen uitkwam in de Isthmian Football League Division One South, het achtste niveau in het Engels voetbal.
Op 1 februari 2016 versierde hij een contract van achttien maanden bij Norwich City, dat hem bij de U21 stalde. Een week later kreeg hij meteen een basisplaats in de Premier League 2-wedstrijd tegen Manchester United, die Norwich met 7-0 verloor na vijf goals van Will Keane. Adams speelde uiteindelijk zestien Premier League 2-wedstrijden voor de U21 van Norwich, waarin hij een keer scoorde. 
Norwich leende hem drie keer uit. In december 2016 trok hij voor een maand naar Braintree Town FC, een club uit de National League. In zijn derde competitiewedstrijd voor de club slikte hij een rode kaart tegen Dagenham & Redbridge FC, waardoor hij tijdens de rest van zijn uitleenbeurt niet meer kon spelen vanwege een schorsing. In juni 2017 werd hij voor een half seizoen uitgeleend aan League One-club Shrewsbury Town. De rest van het seizoen deed Adams op huurbasis uit bij National League-club Leyton Orient.
In juni 2018 maakte Adams de definitieve overstap naar Ebbsfleet United FC, een club uit de National League. Na een seizoen ging hij opnieuw een reeks hoger spelen: in juni 2019 tekende hij immers bij League Two-club Forest Green Rovers FC. In zijn derde seizoen promoveerde hij met de club naar de League One.

## Interlandcarrière
Adams, in Engeland geboren als zoon van Gambiaanse ouders, kreeg in november 2017 zijn eerste oproepingsbrief voor Gambia naar aanleiding van een vriendschappelijke interland tegen het B-elftal van Marokko. In december 2021 selecteerde bondscoach Tom Saintfiet hem voor de Afrika Cup 2021. Adams kwam er in alle drie de groepswedstrijden in actie, maar ontbrak in de achtste finale tegen Guinee en de kwartfinale tegen Kameroen.